# حزب سام رينسي
حزب سام رينسي هو حزب سياسي في كمبوديا. في الانتخابات البرلمانية لعام 2003 حصل الحزب على 1.129.171 صوت (21.9%, 24 مقاعد).